# Junko Hiramatsu
Junko Hiramatsu, de naixement Junko Ueno (en japonès: 平松 純子) (Hyogo, Japó, 1942), és una patinadora artística, ja retirada, que destacà al seu país a la dècada del 1950.

## Biografia
Va néixer l'1 de novembre de 1942 a la ciutat de Hyogo, població situada a la prefectura de Hyōgo de l'illa de Honshū.

## Carrera esportiva
Guanyadora del campionat nacional de patinatge artístic en cinc ocasions (1956-1959 i 1961), va participar en els Jocs Olímpics d'Hivern de 1960 realitzats a Squaw Valley (Estats Units), on finalitzà en dissetena posició. En els Jocs Olímpics d'Hivern de 1964 realitzats a Innsbruck (Àustria) finalitzà en vint-i-dosena posició.
En finalitzar la seva carrera esportiva es convertí en àrbitre de patinatge, sent l'encarregada de realitzar el Jurament Olímpic per part dels jutges en els Jocs Olímpics d'Hivern de 1998 realitzats a Nagano (Japó).